# Bürgerholz bei Burg
Das Bürgerholz bei Burg ist ein Naturschutzgebiet in Burg im Landkreis Jerichower Land in Sachsen-Anhalt.

## Allgemeines
Das Naturschutzgebiet mit dem Kennzeichen NSG 0156 ist rund 920 Hektar groß. Es ist Bestandteil des gleichnamigen FFH-Gebietes. Das Gebiet steht seit 1997 unter Schutz (Datum der Verordnung: 3. Juni 1997). Zuständige untere Naturschutzbehörde ist der Landkreis Jerichower Land.

## Beschreibung
Das Naturschutzgebiet liegt nordöstlich von Burg und südwestlich von Güsen. Es stellt einen Teil des Stadtforstes unter Schutz. Dieser wird im Schutzgebiet von feuchten Auen- und Erlenbruchwäldern dominiert. Die Krautschicht wird u. a. von Sumpfsegge, Sumpffarn, Sumpflabkraut, Sumpfhaarstrang und Sumpfcalla gebildet. Entlang der Gräben und in Senken siedeln Röhrichte und Großseggenriede. Hier ist u. a. die Wasserfeder zu finden.
Der östliche Teil des Naturschutzgebietes ist trockener. Hier stocken Rotbuchenwälder mit Stieleiche, Hängebirke und Waldkiefer. Die Krautschicht wird hier u. a. von Schattenblümchen, Behaarter Hainsimse und Maiglöckchen gebildet.
Weitere Waldgesellschaften im Naturschutzgebiet sind ein Hartholzauenwald im Nordosten des Schutzgebietes mit Stieleiche, Flatterulme und Gemeiner Esche sowie in trockeneren Lagen auch Hainbuche. An die Erlenbruchwälder schließen sich teilweise Birken- und Birken-Eichenwälder an. Im Bereich des Naturschutzgebietes wachsen mehrere Orchideen, so Großes Zweiblatt im Bereich des Auwaldes sowie Breitblättrige Stendelwurz in den Randlagen zu den Bruchwäldern.
Die Waldgebiete sind u. a. Lebensraum von Kranich, Schwarzstorch, Rot- und Schwarzmilan, Habicht, Wespenbussard, Mittelspecht, Bekassine, Waldschnepfe und Eisvogel. Reptilien und Amphibien sind z. B. durch Ringelnatter, Waldeidechse, Kreuz- und Wechselkröte, Moorfrosch und Teichmolch vertreten. Die Alt- und Totholzbestände im Naturschutzgebiet bieten auch dem Eremiten geeigneten Lebensraum.
Im Südosten sind ausgedehnte Kiefernforste in das Naturschutzgebiet einbezogen. Im Südwesten und Nordosten grenzt es an weitere Wälder. Ansonsten grenzt es überwiegend an Grünlandflächen. Stellenweise sind extensiv genutzte Wiesen, darunter Reste einer Engelwurz-Kohldistelwiese, in das Naturschutzgebiet einbezogen. Im Norden grenzt das Naturschutzgebiet an den Elbe-Havel-Kanal. Die Bahnstrecke Berlin–Magdeburg quert das Schutzgebiet im Nordwesten und stellt streckenweise seine Grenze dar.